# Kaulitz & Kaulitz
Kaulitz & Kaulitz ist eine deutsche Reality-TV-Serie auf Netflix.

## Inhalt
Die Serie begleitet die Zwillinge Bill und Tom Kaulitz über acht Monate ihres Lebens, in denen es um Familie, Karriere, Tokio Hotel, Flirts, Drama und Partys geht. Außerdem treten Heidi Klum, Freunde und Familienmitglieder in der Serie auf.

## Produktion
Die Dreharbeiten zu Kaulitz & Kaulitz begannen im Sommer 2023. Erst im März 2024 bestätigte Netflix die Produktion der Serie und kündigte das Erscheinungsdatum für den 25. Juni an. Am 21. Juni 2024 lief die Premiere im Delphi Filmpalast in Berlin, wo die erste Folge der Serie einem exklusiven Publikum gezeigt wurde.
Die Dreharbeiten fanden unter anderem in Los Angeles, Avalon, Austin, Cape Cod und am Grand Canyon sowie in München auf dem Oktoberfest, in Berlin und in Hamburg statt.
Die Serie wurde von Constantin Entertainment mit Otto Steiner als Produzent und Per Lars Eppmann als Executive Producer produziert. Die Regie führte Michael Schmitt.

## Episodenliste

### Staffel 1
| Nr. (ges.) | Nr. (St.) | Originaltitel                | Erstveröffentlichung |
| ---------- | --------- | ---------------------------- | -------------------- |
| 1          | 1         | The Party Has Arrived!       | 25. Juni 2024        |
| 2          | 2         | Komische Kindheit            | 25. Juni 2024        |
| 3          | 3         | Zurück in die Zukunft        | 25. Juni 2024        |
| 4          | 4         | Flirty Wiesn                 | 25. Juni 2024        |
| 5          | 5         | Endlich frei!                | 25. Juni 2024        |
| 6          | 6         | Quarkbällchen und Heidi-ween | 25. Juni 2024        |
| 7          | 7         | Roadtrip mit Hindernissen    | 25. Juni 2024        |
| 8          | 8         | Fortsetzung folgt?           | 25. Juni 2024        |

### Staffel 2
| Nr. (ges.) | Nr. (St.) | Originaltitel                       | Erstveröffentlichung |
| ---------- | --------- | ----------------------------------- | -------------------- |
| 9          | 1         | Maus außer Kontrolle                | 17. Juni 2025        |
| 10         | 2         | Nasse News                          | 17. Juni 2025        |
| 11         | 3         | Kleiner Pechvogel & großer Piepmatz | 17. Juni 2025        |
| 12         | 4         | (K)eine zweite Chance               | 17. Juni 2025        |
| 13         | 5         | Frikassee und Turbulenzen           | 17. Juni 2025        |
| 14         | 6         | What Happens in Jackson Hole…       | 17. Juni 2025        |
| 15         | 7         | Kröten rein, Kröten raus            | 17. Juni 2025        |
| 16         | 8         | Siedepunkt                          | 17. Juni 2025        |